# 小説トリッパー
『小説トリッパー』（しょうせつトリッパー、小説TRIPPER）は、株式会社朝日新聞出版が発行する季刊小説誌。3月、6月、9月、12月に発行されている。週刊朝日別冊という位置づけ。毎年秋号で朝日時代小説大賞の発表が行われている。2008年までは朝日新人文学賞の発表が行われていた。季刊の小説誌には他に、新潮社の『yom yom』、河出書房新社の『文藝』がある。
1995年6月に創刊される。誌名は、創刊時に糸井重里がネーミングした。
2010年6月、表紙のリニューアルが行われる。表紙は高木こずえによる。
2015年6月、創刊20周年を記念してリニューアルが行われる。2015年夏号は、創刊時の理念に立ち返るつもりで作られ、純文学・大衆小説などジャンルを問わない20人の小説家による「20」をめぐる20の短編小説が掲載された。ADは大島依提亜、本文デザインは田中久子による。
2019年春号掲載の今村夏子「むらさきのスカートの女」が、創刊史上初となる芥川龍之介賞受賞作となる。
2022年4月、web版として『ｗeb TRIPPER』のサイトを開設。
週刊朝日本体は2023年6月に休刊となったが、本誌は引き続き「週刊朝日ムック」の扱いで発行されている。